# Belgische Gouden Schoen 1984
De verkiezing van de Belgische Gouden Schoen 1984 werd in 1985 gehouden in het Casino in Middelkerke. Enzo Scifo won deze voetbalprijs voor de eerste keer. De jonge middenvelder van voetbalclub RSC Anderlecht kreeg als eerste een "echte" Gouden Schoen.

## De prijsuitreiking
Onder trainer Paul Van Himst debuteerde de 17-jarige Enzo Scifo bij RSC Anderlecht. De jonge Italo-Belg was een echte balvirtuoos. Onder impuls van onder meer Scifo bereikte Anderlecht in 1984 voor de tweede keer op rij de finale van de UEFA Cup.
Zijn talent en stijl stonden tegenover de ervarenheid en wilskracht van Jan Ceulemans. De kapitein van Club Brugge was net als Scifo een favoriet voor de Gouden Schoen. De twee zouden later nog in de clinch gaan bij de nationale ploeg, waar Ceulemans ook aanvoerder was. Scifo won uiteindelijk met 65 punten voorsprong op Ceulemans.
Enzo Scifo was de eerste laureaat die een "echte" Gouden Schoen kreeg. Zijn voetbalschoen was de eerste die door de organisatie in goud werd omgezet. De vorige Gouden Schoenen waren eigenlijk van brons.

## Top 3
| Nr. | Land                | Naam          | Club(s)        | Punten |
| --- | ------------------- | ------------- | -------------- | ------ |
| 1.  | Vlag van België     | Enzo Scifo    | RSC Anderlecht | 383    |
| 2.  | Vlag van België     | Jan Ceulemans | Club Brugge    | 318    |
| 3.  | Vlag van Denemarken | Morten Olsen  | RSC Anderlecht | 141    |

1954 · 
1955 · 
1956 · 
1957 · 
1958 · 
1959 · 
1960 · 
1961 · 
1962 · 
1963 · 
1964 · 
1965 · 
1966 · 
1967 · 
1968 · 
1969 · 
1970 · 
1971 · 
1972 · 
1973 · 
1974 · 
1975 · 
1976 · 
1977 · 
1978 · 
1979 · 
1980 · 
1981 · 
1982 · 
1983 · 
1984 · 
1985 · 
1986 · 
1987 · 
1988 · 
1989 · 
1990 · 
1991 · 
1992 · 
1993 · 
1994 · 
1995 · 
1996 · 
1997 · 
1998 · 
1999 · 
2000 · 
2001 · 
2002 · 
2003 · 
2004 · 
2005 · 
2006 · 
2007 · 
2008 · 
2009 · 
2010 · 
2011 · 
2012 · 
2013 · 
2014 · 
2015 · 
2016 · 
2017 ·
2018 ·
2019 ·
2020 ·
2022 ·
2023 ·
2024